# 佐久間房元
佐久間 房元（さくま ふさもと）は、江戸時代中期の旗本。
享保7年（1722年）12月25日、父・佐久間信房の遺領から武蔵国児玉郡、横見郡のうちから200石の分知を受け、小普請となった。
享保9年（1724年）8月13日、甲府勤番士となり、甲府に移住した。寛延元年（1748年）8月14日、家督を嫡男の盛親に譲り、隠居。隠居後は常参と号した。
宝暦8年（1758年）3月4日、死去。享年70。